# Lewia hordeicola
Lewia hordeicola är en svampart som beskrevs av Kwasna & Kosiak 2006. Lewia hordeicola ingår i släktet Lewia och familjen Pleosporaceae.   Inga underarter finns listade i Catalogue of Life.